# Učka i Ćićarija
Učka i Ćićarija este o arie protejată (arie de protecție specială avifaunistică — SPA) din Croația întinsă pe o suprafață de 31.032,23 ha, integral pe uscat.

## Localizare
Centrul sitului Učka i Ćićarija este situat la coordonatele 45°20′38″N 14°08′10″E / 45.343839°N 14.136241°E.

## Înființare
Situl Učka i Ćićarija a fost declarat arie de protecție specială avifaunistică în iulie 2013 pentru a proteja 19 specii de animale.

## Biodiversitate
Situată în ecoregiunea mediteraneană, aria protejată nu include niciun habitat protejat.
La baza desemnării sitului se află mai multe specii protejate de  păsări (19): potârnichea de stâncă (Alectoris graeca), fâsă-de-câmp (Anthus campestris), acvilă de munte (Aquila chrysaetos), buha (Bubo bubo), caprimulg (Caprimulgus europaeus), șerpar (Circaetus gallicus), cristeiul de câmp (Crex crex), ciocănitoare neagră (Dryocopus martius), presură de grădină (Emberiza hortulana), șoim călător (Falco peregrinus), ciuvică (Glaucidium passerinum), vulturul pleșuv sur (Gyps fulvus), sfrâncioc roșiatic (Lanius collurio), ciocârlie de pădure (Lullula arborea), viespar (Pernis apivorus), pitulice de munte (Phylloscopus bonelli), ciocănitoare verzuie (Picus canus), huhurezul mic (Strix uralensis), silvie porumbacă (Sylvia nisoria).